# Heinrich Kuhl
Heinrich Kuhl (Hanau, 17 de setembro de 1797 – Bogor, 14 de setembro de 1821) foi um zoólogo e naturalista alemão.
Kuhl nasceu em Hanau. Tornou-se assistente de Coenraad Jacob Temminck em Leiden, no Rijksmuseum van Natuurlijke Historie. Em 1817, publicou sua monografia sobre morcegos e em 1819 publicou Conspectus psittacorum. Também publicou a primeira monografia sobre petrels, e uma lista de todas as aves conhecidas ilustradas por Edme-Louis Daubenton.
Em 1820 viajou até Java, até então, parte da colônia das Índias Orientais Holandesas, com seu amigo Johan Coenraad van Hasselt (1797–1823) para estudar os animais da ilha, mandando de volta ao museu, em Leiden, cerca de 200 esqueletos, 200 peles de mamíferos de 65 espécies, 2000 peles de aves, 1400 peixes, 300 répteis e anfíbios, e muitos insetos e crustáceos.
Descreveu muitas espécies novas e novos gêneros de anfíbios e répteis.
Em 1821, ele morreu em Buitenzorg (agora, Bogor) de uma infecção no fígado provocada pelo clima e excesso de esforço. Havia menos de um ano que estava em Java. Johan van Hasselt continuou seu trabalho coletando outros espécimes, mas morreu dois anos depois.